# Tongchuan (Dazhou)

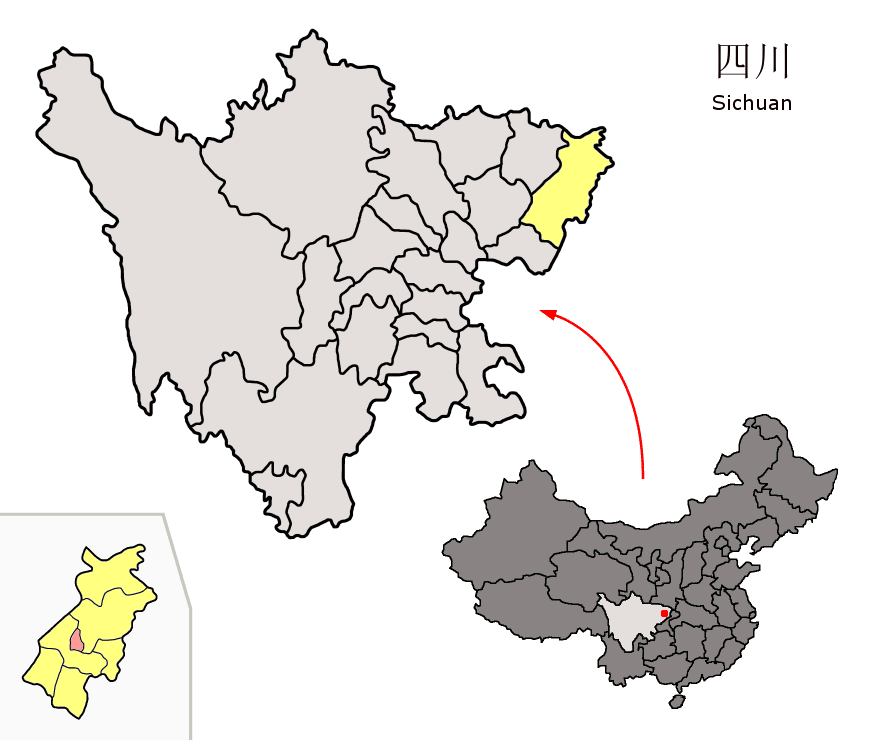
Lage des Kreises Tongchuan (rosa) auf dem Gebiet von Dazhou (gelb).

Tongchuan (通川区,  Tōngchuān Qū) ist ein Stadtbezirk der bezirksfreien Stadt Dazhou in der chinesischen Provinz Sichuan. Er hat eine Fläche von 862,9 km² und zählt 905.678 Einwohner (Stand: Zensus 2020). Am 18. Juli 2013 wurden ihm die Großgemeinden Beimiao 碑庙镇 und Jiangling 江陵镇 sowie die Gemeinden Beishan 北山乡, Anyun 安云乡, Zitong 梓桐乡, Jinshi 金石乡, Qingning 青宁乡, Longtan 龙滩乡 und Mengshuang 檬双乡 angegliedert, die zuvor vom Kreis Da (达县) abgetrennt worden waren. Dabei wurde der ehemalige Kreis Da in den heutigen Stadtbezirk Dachuan umgewandelt. Hauptort und Regierungssitz des Stadtbezirks Tongchuan ist die Großgemeinde Xiwai (西外镇).

## Administrative Gliederung
Auf Gemeindeebene setzt sich der Stadtbezirk seit dem 18. Juli 2013 aus drei Straßenvierteln, neun Großgemeinden und zehn Gemeinden zusammen. 